# 中国人民武装警察部队指挥学院
中国人民武装警察部队指挥学院，简称武警指挥学院，位于天津市，隶属武警总部，是武警部队唯一的中级指挥院校，培养武警部队中级指挥人才和参谋人才。

## 沿革
- 1950年11月30日，公安部队党委会提出筹办军委公安部队军政干部学校。中央军委批准了公安部队党委的该决定，校址设在今北京市海淀区清河镇的清河大楼。1951年1月4日，原北京市公安总队副政治委员王元和奉命开始筹建该校。不久，原公安部队一师17名干部、二师34名干部陆续来到学校，学校成立了政治部、训练处、校务处、干部管理处等机构[1]。
- 1951年5月5日，中央军委正式授予学校“军委公安部队军政干部学校”番号，任命公安部队副司令员程世才兼校长，副政治委员李天焕兼政治委员，王元和任副政治委员[1]。
- 1951年，更名为中国人民解放军公安部队军政干部学校[1]。
- 1953年7月8日，根据中央军委决定，将原东北、西北公安部队军政干部学校与本校合并，定名为中国人民解放军第一公安部队学校[1]。
- 1955年，更名为中国人民解放军第一公安军学校，隶属中国人民解放军公安军领导[1]。
- 1956年9月13日，根据军委指示，改为“中国人民解放军高级公安学校”，简称公安军高级学校[1]。
- 1959年1月，公安部队奉命改为人民武装警察部队，学校随之改为“公安部人民警察高级干部学校”，隶属中华人民共和国公安部领导[1]。
- 1962年2月，部队体制改变，学校改为“中国人民武装警察部队学院”[1]。
- 1963年2月，更名为“中国人民公安部队学院”[1]。
- 1961年8月至1963年8月，举办3期边防、机要、军事教员短期训练班，学员611名。1963年9月恢复招生，先后招收两期学员合计5198名。1963年还先后举办4期“反修学习班”，轮训师、团干部1436名[1]。
- 1966年7月1日起，中共中央、中央军委决定撤销公安部队番号，统一整编为中国人民解放军，公安部队院校奉命改编。1966年8月，中国人民公安部队学院撤销[1]。

- 1980年，中华人民共和国公安部决定建立中国人民武装警察部队干部学校。1980年12月6日，中华人民共和国国务院批准同意公安部在山西省夏县建立“中国人民武装警察部队学校”。学校定为正军级；下设训练部、政治部、校务部，均为正师级；三个学员大队：一大队（边防）、二大队（内卫）、三大队（消防），均为正团级。招生规模2000人，招生对象是服役1年以上，具有高中文化程度，有培养前途的战士。1981年10月5日正式开学，首次招收648名学员。1982年组建四大队，主要担负文化基础补习任务[1]。
- 1983年1月武警总部成立后，学校由公安部序列转隶武警部队序列[1]。
- 1984年2月21日，更名为“中国人民武装警察部队专科学校”（简称武警专科学校）。学制3年，设内卫、边防、消防、政工4个专业，招生对象是高中毕业的战士，大专学历证书[1]。
- 1985年4月23日，公安部下发《关于印发武警部队直属院校体制任务调整实施方案的通知》，其中规定：学校名称不变，正军级；训练部、政治部、校务部为正师级；设内卫系、后勤系、政治系为正师级，教研室为正团级，学员队等级权限视学员级别而定[1]。
- 1985年起，学校招生对象从战士改为干部，学制从3年改为2年[1]。
- 1985年5月，后勤系移交武警技术学院[1]。
- 1987年7月，增设参谋系。至此，学校下设内卫、参谋、政治3个系，分内卫指挥、政治理论、基层政治工作、参谋业务4个专业[1]。
- 1989年上半年，武警党委决定并报公安部批准，“撤销武警专科学校”，同年停止招生[1]。
- 1990年4月，武警部队决定武警专科学校于同年9月恢复办学[1]。
- 1997年7月7日，国务院、中央军委下达“同意将武警专科学校改迁天津的批复”。1997年8月28日，新校区在天津市津南区开工建设，占地面积113公顷、建筑面积13.42万平方米[1]。
- 1998年8月，武警专科学校从山西省夏县迁至天津市津南区双桥，同时更名为“中国人民武装警察部队指挥学院”[1]。江泽民题写院名[2]。1998年9月，招收第一批学员[1]。
- 1998年12月，武警总部颁发武警指挥学院暂行编制表，设训练部、政治部、院务部和一、二、三系，部和系均为正师级。学院后来又根据实际需要设立了进修系[1]。
- 2000年8月，训练部、政治部分别升为副军级[1]。
- 2001年3月，武警总部颁发武警指挥学院编制表，设训练部、政治部、院务部、科研部和一、二、三、四系。训练部、政治部为副军级，院务部、科研部为正师级，4个系为副师级[1]。
- 2007年4月，武警党委决定并报国务院、中央军委批准，将学院从天津市津南区迁往天津市河东区[1]。
- 2007年6月16日，武警总部重新颁发武警指挥学院编制表，学院为正军级，训练部和政治部为副军级，院务部、科研部为正师级，4个系改编为5个学员大队（副师级），增设5个教学系（不定级）、1个军事理论研究所（不定级）、1个人口与计划生育宣传教育培训中心（副团级）[1]。
- 2009年8月，学院从天津市津南区双桥迁至天津市河东区卫国道187号[1]。
- 2009年9月28日，学院在河东区卫国道187号的新校区举行揭牌仪式。2009年10月11日，武警总部首长、天津市委领导参加新校区落成暨开学典礼[1]。
- 2012年7月，武警总部颁发武警指挥学院编制表，学院为正军级，下设训练部、政治部、院务部、科研部（其中训练部、政治部为副军级，院务部、科研部为正师级），6个系（副师级），研究生管理大队（副师级），人口与计划生育宣传教育培训中心（不定级）[1]。
- 2017年，在深化国防和军队改革中，调整组建新的中国人民武装警察部队指挥学院[3]。正军级[4]。

## 历任领导
中国人民公安部队学院
| 院长 - 程世才（1951年5月—1953年7月，公安部队军政干部学校校长） - 罗文坊（1953年7月—1955年7月，第一公安部队学校、第一公安军学校校长） - 盛治华 少将（？—？，高级公安学校、公安部人民警察高级干部学校校长） - 张世盖 少将（？—？，中国人民武装警察部队学院、中国人民公安部队学院院长） | 政治委员 - 李天焕（1951年5月—1955年7月，第一公安部队学校政治委员） - 王元和 大校（1955年7月—？，第一公安军学校政治委员） - 白寿康 少将（？—？，高级公安学校、公安部人民警察高级干部学校、中国人民武装警察部队学院、中国人民公安部队学院政治委员） |

中国人民武装警察部队指挥学院
| 院长 - 鲁英 武警少将（1984年4月—1988年11月，武警专科学校校长） - ？（1988年11月—1996年12月，武警专科学校校长） - 张金修 武警少将（1996年12月—1998年8月，武警专科学校校长；1998年8月—2004年7月，武警指挥学院院长） - 郭林青 武警少将（2004年7月—2006年8月） - 张维业 武警少将（2006年8月—2009年3月） - 夏鹤 武警少将（2009年3月—2013年7月） - 肖凤合 武警少将（2013年7月—2017年） - 朱文祥 武警少将（2017年9月—） | 政治委员 - 李俊 武警少将（1991年12月—1992年10月，武警专科学校政治委员） - ？（1992年10月—1993年12月，武警专科学校政治委员） - 刘耀 武警少将（1993年12月—1998年8月，武警专科学校政治委员；1998年8月—2000年8月，武警指挥学院政治委员） - 李恩德 武警少将（2003年7月—2005年） - 徐田有 武警少将（2006年9月—2010年6月） - 陈进 武警少将（2010年9月—2014年7月） - 许世宏 武警少将（2014年7月—2015年1月） - 程跃进 武警少将（2015年—） |